# マレク・ヤノフスキ
マレク・ヤノフスキ（ポーランド語: Marek Janowski, 1939年2月18日 ワルシャワ - ）は、ポーランド生まれの、ドイツの指揮者。

## 来歴
1939年、ワルシャワ生まれ。父親はポーランド人、母親はドイツ人。
生後間もなくからドイツで育ち、ヴッパータールで初等教育、中等教育を受けた。15歳の頃には、パウル・ヒンデミットが指揮するオーケストラでヴァイオリンを弾いたこともあった。その後はケルン音楽大学にてヴォルフガング・サヴァリッシュに指揮法を師事した。

1973年から1975年までフライブルク歌劇場、1975年から1979年までドルトムント歌劇場で音楽総監督を務めた後、欧米各地のオーケストラを指揮している。ベートーヴェンやワーグナー、ブラームス、リヒャルト・シュトラウスを得意とする。
また、シュターツカペレ・ドレスデンは1970年代に、オペラのレパートリーのクオリティを維持するためにエテルナ・レーベルで一連の録音を行ったが、ヤノフスキは指揮者陣の1人として選出され、『ニーベルングの指環』を録音した。なお、同時期にヘルベルト・フォン・カラヤンが『ニュルンベルクのマイスタージンガー』を、カルロス・クライバーが『トリスタンとイゾルデ』と『魔弾の射手』を録音している。
1983年から1987年までロイヤル・リヴァプール・フィルハーモニー管弦楽団の首席指揮者、1985年から1990年までケルン・ギュルツェニヒ管弦楽団の首席指揮者、1984年から2000年までフランス放送フィルハーモニー管弦楽団の音楽監督を務め高い評価を得る。2000年から2006年までモンテカルロ・フィルハーモニー管弦楽団の音楽監督、2001年から2003年までドレスデン・フィルハーモニー管弦楽団の首席指揮者、2002年から2016年までベルリン放送交響楽団の首席指揮者、2005年より2012年までスイス・ロマンド管弦楽団の音楽監督、2019年から2023年まで再びドレスデン・フィルハーモニー管弦楽団の首席指揮者を務める。
2016年、2017年、バイロイト音楽祭で『ニーベルングの指環』を指揮。

## 評価
2005年、ピッツバーグ交響楽団の音楽監督が空席になった際、アンドルー・デイヴィスやヤン・パスカル・トルトゥリエとともに“Artistic Leadership Team”の一員として、「ドイツ音楽を核とするレパートリー」に集中した。